# Cissura
Cissura is een geslacht van vlinders van de familie spinneruilen (Erebidae), uit de onderfamilie Arctiinae.

## Soorten
- C. bilineata Orfila, 1935
- C. decora Walker, 1854
- C. plumbea Hampson, 1901
- C. unilineata Dognin, 1891